# Arboledas Ciudad Bajío
Arboledas Ciudad Bajío es una localidad del estado mexicano de Guanajuato. Es parte del municipio de Salamanca. Fue fundada el 15 de abril de 2015.

## Demografía
| Censo | Población |
| ----- | --------- |
| 2020  | 7 064     |